# 케이시 체임버스
케이시 체임버스(Kasey Chambers, 1976년 6월 4일 ~ )는 오스트레일리아의 싱어송라이터이다. ARIA 뮤직 어워드 최우수 여자음악가상 3회(2000, 02, 04) 수상자이다.

## 음반 목록
- The Captain (1999)
- Barricades & Brickwalls (2001)
- Wayward Angel  (2004)
- Carnival (2006)
- Rattlin' Bones (2008, 셰인 니콜슨과 함께)
- Kasey Chambers, Poppa Bill and the Little Hillbillies (2009, 빌 챔버스와 더 리틀 힐빌리스와 함께)
- Little Bird (2010)
- Storybook (2011)
- Wreck & Ruin (2012, 셰인 니콜슨과 함께)
- Bittersweet  (2014)
- Dragonfly (2017)
- Campfire (2018)